# يوكي فوكوشيما
يوكي فوكوشيما (باليابانية: 福島由紀؛ بالكانا: ふくしま ゆき) هي لاعبة كرة الريشة يابانية، ولدت في 6 مايو 1993 في ياتسوشيرو في اليابان.

## وصلات خارجية
- يوكي فوكوشيما على موقع BWF.tournamentsoftware.com (الإنجليزية)
- يوكي فوكوشيما على موقع BWFbadminton.com (الإنجليزية)
- يوكي فوكوشيما على موقع اللجنة الأولمبية الدولية (الإنجليزية)
- يوكي فوكوشيما على موقع أوليمبيديا (الإنجليزية)